# Rose Lavelle
Rosemary Kathleen Lavelle, detta Rose (IPA: [ˌroʊz ləˈvɛl]; Cincinnati, 14 maggio 1995), è una calciatrice statunitense, centrocampista del Gotham e della nazionale statunitense.

## Primi anni
Rose è nata a Cincinnati, Ohio, da Marty e Janet ed è cresciuta con i tre fratelli, John, Nora e Mary. Ha giocato a calcio inizialmente con GSSA Sycamore United Club, prima di trasferirsi al Lakota United Soccer Club e poi al Cincinnati United Premier Soccer Club. Attribuisce il suo amore per il calcio all'allenatore del Cincinnati, Neil Bradford, che ha iniziato ad allenarla quando aveva solo 8 anni e ha predetto la sua ascesa nelle giovanili della Nazionale statunitense. Come parte della recensione di un libro di terza elementare, Rose ha scelto di scrivere su Mia Hamm.
Calciatrice universitaria per quattro anni al Mount Notre Dame High School, Rose è stata nominata Giocatrice dell'anno di Cincinnati dal Cincinnati Enquirer durante il suo ultimo anno. Lo stesso anno ha messo a segno 15 reti (38 punti) per la sua squadra. Rose ha concluso la carriera all'high school come capocannoniere della squadra con 57 gol. È stata nominata per due volte NSCAA All-Region come junior e senior e ha ricevuto gli onori All-state della prima squadra. Ha anche ricevuto il premio di Greater Cincinnati/Northern Kentucky Sports Women of the Year nel 2013.

### Wisconsin Badgers (2013–2016)
Nel 2013 Rose ha iniziato a far parte della squadra di calcio dell'Università del Wisconsin-Madison. Titolare per quattro anni, Rose ha fatto 19 presenze come matricola, segnando 6 reti e mettendo a referto 7 assist, numeri che le hanno consentito di essere nominata Matricola dell'anno della Big Ten Conference. Nel 2014 Wisconsin ha vinto il Big Ten Women's Soccer Tournament. Rose è stata nominata Centrocampista dell'anno del Big Ten consecutivamente nel 2015 e nel 2016. Nel 2015 è entrata a far parte del First-team All-American, scelta dalla National Soccer Coaches Association of America (NSCAA), risultando la prima del Wisconsin a riuscirci dal 1991.

### Summer League (2014–2016)
Nella stagione 2014 Rose ha giocato con il Dayton Dutch Lions nella USL W-League. Durante la pausa collegiale dell'estate del 2015, Rose ha giocato per i Seattle Sounders Women della W-League, dove è stata nominata All-league.
Alla chiusura della W-League, è ritornata ai Lions per la stagione 2016 della Women's Premier Soccer League.

## Carriera da professionista

### Boston Breakers (2017)
Il 12 gennaio 2017 Rose è stata la prima scelta assoluta al NWSL College Draft del 2017 dai Boston Breakers. Rose ha iniziato la sua carriera da professionista segnando 2 gol in 8 partite ed è stata nominata Giocatrice del mese di aprile. Tuttavia, dopo aver subito a giugno un infortunio ai flessori della coscia mentre
era in Nazionale, Rose ha saltato più di 2 mesi ha terminato la stagione con solo dieci presenze da rookie. L'avventura con i Breakers si è conclusa prima dell'inizio della stagione 2018.

### Washington Spirit (2018–2020)
Un NWSL Dispersal Draft è stato tenuto dalla NWSL per distribuire le giocatrici dei Breakers in tutta la lega. Rose è stata selezionata come prima scelta dai Washington Spirit, che hanno acquistato la prima scelta attraverso una trade con Sky Blue.
Il 16 agosto 2020 Rose è stata scambiata con l'OL Reign in cambio della prima scelta dell'OL Reign al NWSL College Draft del 2022, $100,000 per la cessione e ulteriore denaro basato sulle prestazioni con la conferma che avrebbe firmato al di fuori della lega.

### Manchester City (2020–2021)
Il 18 agosto 2020 Rose ha firmato con il Manchester City, militante nella FA WSL, per la stagione 2020-21. Ha messo a segno la prima rete il 7 ottobre 2020 nella vittoria per 3-1 contro l'Everton nella FA Women's League Cup 2020-21 e la seconda rete contro il Liverpool un mese dopo nella stessa competizione. Il 31 gennaio 2021 Rose ha segnato il primo gol in campionato da subentrata nella vittoria per 4-0 contro il West Ham.

### OL Reign (2021–2023)
Il 17 maggio 2021 l'OL Reign ha annunciato il ritorno di Rose dal prestito.
La stagione 2022 è stata statisticamente la sua migliore in NWSL, rivelandosi una componente essenziale per la vittoria della terza NWSL Shield nella storia del club.
Lavelle ha saltato gran parte dell'annata 2023 a causa di un infortuna in NWSL, ma è stata ugualmente convocata per la Coppa del Mondo FIFA 2023. È ritornata poi per la postseason, dove, ha peraltro segnato nell'incontro decisivo per il titolo contro il Gotham FC; gol che non ha però potuto evitare la sconfitta del suo OL Reign per 2–1.

### NJ/NY Gotham FC, 2024–oggi
Il 4 gennaio 2024 il NJ/NY Gotham ha annunciato l'arrivo di Lavelle dopo aver sottoscritto con il club un contratto triennale.

## Statistiche

### Presenze e reti nei club
Aggiornate al 28 luglio 2024.
| Stagione                   | Squadra                    | Campionato                 | Campionato | Campionato | Coppe nazionali | Coppe nazionali | Coppe nazionali | Coppe internazionali | Coppe internazionali | Coppe internazionali | Altre coppe | Altre coppe | Altre coppe | Totale | Totale |
| Stagione                   | Squadra                    | Comp                       | Pres       | Reti       | Comp            | Pres            | Reti            | Comp                 | Pres                 | Reti                 | Comp        | Pres        | Reti        | Pres   | Reti   |
| -------------------------- | -------------------------- | -------------------------- | ---------- | ---------- | --------------- | --------------- | --------------- | -------------------- | -------------------- | -------------------- | ----------- | ----------- | ----------- | ------ | ------ |
| 2017                       | Boston Breakers            | NWSL                       | 10         | 2          | -               | -               | -               | -                    | -                    | -                    | -           | -           | -           | 10     | 2      |
| 2018                       | Washington Spirit          | NWSL                       | 11         | 0          | -               | -               | -               | -                    | -                    | -                    | -           | -           | -           | 11     | 0      |
| 2019                       | Washington Spirit          | NWSL                       | 6          | 1          | -               | -               | -               | -                    | -                    | -                    | -           | -           | -           | 6      | 1      |
| 2020                       | Washington Spirit          | NWSL                       | -          | -          | CC              | 4               | 1               | -                    | -                    | -                    | -           | -           | -           | 4      | 1      |
| Totale Washington Spirit   | Totale Washington Spirit   | Totale Washington Spirit   | 17         | 1          | -               | 4               | 1               | -                    | -                    | -                    | -           | -           | -           | 21     | 2      |
| 2019-2020                  | Manchester City            | SL                         | -          | -          | CI              | 2               | 0               | WCL                  | -                    | -                    | CL          | -           | -           | 2      | 0      |
| 2020-2021                  | Manchester City            | SL                         | 16         | 1          | CI              | 2               | 2               | WCL                  | 4                    | 0                    | CL          | 2           | 2           | 24     | 5      |
| Totale Manchester City     | Totale Manchester City     | Totale Manchester City     | 16         | 1          | -               | 13              | 4               | -                    | 4                    | 0                    | -           | 2           | 2           | 26     | 5      |
| 2021                       | OL Reign                   | NWSL                       | 12         | 1          | CC              | -               | -               | -                    | -                    | -                    | -           | -           | -           | 12     | 1      |
| 2022                       | OL Reign                   | NWSL                       | 18         | 5          | CC              | 5               | 1               | -                    | -                    | -                    | -           | -           | -           | 23     | 6      |
| 2023                       | OL Reign                   | NWSL                       | 7          | 1          | CC              | -               | -               | -                    | -                    | -                    | -           | -           | -           | 7      | 1      |
| Totale OL Reign            | Totale OL Reign            | Totale OL Reign            | 37         | 7          | -               | 5               | 1               | -                    | -                    | -                    | -           | -           | -           | 42     | 8      |
| 2024                       | NJ/NY Gotham               | NWSL                       | 23         | 8          | CC              | -               | -               | CWCC                 | 2                    | 0                    | NxLSC       | -           | -           | 25     | 8      |
| 2025                       | Gotham                     | NWSL                       | -          | -          | CC              | -               | -               | -                    | -                    | -                    | NxLSC       | -           | -           | -      | -      |
| Totale NJ/NY Gotham/Gotham | Totale NJ/NY Gotham/Gotham | Totale NJ/NY Gotham/Gotham | 23         | 8          | -               | -               | -               | -                    | 2                    | 0                    | -           | -           | -           | 25     | 8      |
| Totale carriera            | Totale carriera            | Totale carriera            | 93         | 53         | -               | 20              | 12              | -                    | 6                    | 0                    | -           | 2           | 2           | 205    | 82     |

1. ↑  Non disputato come misura di contenimento della pandemia di COVID-19 negli Stati Uniti d'America

### Cronologia presenze e reti in nazionale
Statistiche aggiornate al 27 novembre 2021.
| N° | Presenza | Data       | Luogo                                              | Avversaio         | Rete del | Risultato finale | Competizione                                  |
| -- | -------- | ---------- | -------------------------------------------------- | ----------------- | -------- | ---------------- | --------------------------------------------- |
| 1  | 4        | 9-4-2017   | BBVA Compass Stadium, Houston, Stati Uniti         | Russia            | 2–0      | 5–1              | Amichevole                                    |
| 2  | 5        | 8-6-2017   | Gamla Ullevi, Göteborg, Svezia                     | Svezia            | 1–0      | 1–0              | Amichevole                                    |
| 3  | 11       | 2-8-2018   | Toyota Park, Chicago, Stati Uniti                  | Brasile           | 1–1      | 4–1              | Tournament of Nations 2018                    |
| 4  | 16       | 10-10-2018 | Sahlen's Stadium, Cary, Stati Uniti                | Trinidad e Tobago | 2–0      | 7–0              | CONCACAF Championship 2018                    |
| 5  | 16       | 10-10-2018 | Sahlen's Stadium, Cary, Stati Uniti                | Trinidad e Tobago | 3–0      | 7–0              | CONCACAF Championship 2018                    |
| 6  | 18       | 17-10-2018 | Toyota Stadium, Frisco, Stati Uniti                | Canada            | 1–0      | 2–0              | CONCACAF Championship 2018                    |
| 7  | 26       | 16-5-2019  | Busch Stadium, St. Louis, Stati Uniti              | Nuova Zelanda     | 2–0      | 5–0              | Amichevole                                    |
| 8  | 27       | 11-6-2019  | Stadio Auguste Delaune, Reims, Francia             | Thailandia        | 2–0      | 13–0             | FIFA World Cup 2019                           |
| 9  | 27       | 11-6-2019  | Stadio Auguste Delaune, Reims, Francia             | Thailandia        | 7–0      | 13–0             | FIFA World Cup 2019                           |
| 10 | 33       | 7-7-2019   | Parc Olympique Lyonnais, Décines-Charpieu, Francia | Paesi Bassi       | 2–0      | 2–0              | FIFA World Cup 2019                           |
| 11 | 40       | 31-1-2020  | BBVA Stadium, Houston, Stati Uniti                 | Panama            | 4–0      | 8–0              | CONCACAF Olympic Qualifying Championship 2020 |
| 12 | 41       | 7-2-2020   | Dignity Health Sports Park, Carson, Stati Uniti    | Messico           | 2–0      | 4–0              | CONCACAF Olympic Qualifying Championship 2020 |
| 13 | 46       | 27-11-2020 | Rat Verlegh Stadion, Breda, Paesi Bassi            | Paesi Bassi       | 1–0      | 2–0              | Amichevole                                    |
| 14 | 49       | 18-2-2021  | Exploria Stadium, Orlando, Stati Uniti             | Canada            | 1–0      | 1–0              | SheBelieves Cup 2021                          |
| 15 | 58       | 24-7-2021  | Saitama Stadium 2002, Saitama, Giappone            | Nuova Zelanda     | 1–0      | 6–1              | Tokyo 2020                                    |
| 16 | 64       | 21-9-2021  | TQL Stadium, Cincinnati, Stati Uniti               | Paraguay          | 1–0      | 8–0              | Amichevole                                    |
| 17 | 66       | 26-10-2021 | Allianz Field, St. Paul, Stati Uniti               | Corea del Sud     | 5–0      | 6–0              | Amichevole                                    |
| 18 | 67       | 27-11-2021 | Stadium Australia, Sydney, Australia               | Australia         | 2–0      | 3–0              | Amichevole                                    |

### Presenze ai Mondiali
| N°                       | Data      | Località                  | Avversario  | Note        | Risultato | Competizione         |
| ------------------------ | --------- | ------------------------- | ----------- | ----------- | --------- | -------------------- |
| Campionato mondiale 2019 |           |                           |             |             |           |                      |
| 1                        | 11-6-2019 | Reims, Francia            | Thailandia  | OUT al 57'  | 13–0 W    | Gruppo F             |
| 2                        | 20-6-2019 | Le Havre, Francia         | Svezia      | OUT al 63'  | 2–0 W     | Gruppo F             |
| 3                        | 24-6-2019 | Reims, Francia            | Spagna      | OUT all'89' | 2–1 W     | Sedicesimi di finale |
| 4                        | 28-6-2019 | Parigi, Francia           | Francia     | OUT al 63'  | 2–1 W     | Quarti di finale     |
| 5                        | 2-7-2019  | Décines-Charpieu, Francia | Inghilterra | OUT al 65'  | 2–1 W     | Semifinale           |
| 6                        | 7-7-2019  | Décines-Charpieu, Francia | Paesi Bassi | Titolare    | 2–0 W     | Finale               |

### Presenze alle Olimpiadi
| N°          | Data      | Luogo              | Avversario    | Note        | Risultato          | Competizione       |
| ----------- | --------- | ------------------ | ------------- | ----------- | ------------------ | ------------------ |
| Tokyo 2020  |           |                    |               |             |                    |                    |
| 1           | 21-7-2021 | Tokyo, Giappone    | Svezia        | OUT all'80' | 0–3 L              | Gruppo G           |
| 2           | 24-7-2021 | Saitama, Giappone  | Nuova Zelanda | OUT al 67'  | 6–1 W              | Gruppo G           |
| 3           | 27-7-2021 | Kashima, Giappone  | Australia     | OUT all'87' | 0–0 D              | Gruppo G           |
| 4           | 30-7-2021 | Yokohama, Giappone | Paesi Bassi   | IN al 57'   | 2–2 (4–2 d.t.r.) W | Quarti di finale   |
| 5           | 2-8-2021  | Kashima, Giappone  | Canada        | Titolare    | 0–1 L              | Semifinale         |
| 6           | 5-8-2021  | Kashima, Giappone  | Australia     | IN al 61'   | 4–3 W              | Finale 3º/4º posto |
| Parigi 2024 |           |                    |               |             |                    |                    |
| 7           | 25-7-2024 | Parigi, Francia    | Zambia        | OUT al 46'  | 3-0 W              | Gruppo B           |

## Palmarès

### College
- Big Ten Women's Soccer Tournament: 2014

### Club
Manchester City
- FA Women's Cup: 2019-20

### Nazionale
- Campionato mondiale: 1

2019
- Oro olimpico: 1

Parigi 2024
- Bronzo olimpico: 1

Tokyo 2020
- CONCACAF Women's Championship: 1

2018
- CONCACAF Women's Olympic Qualifying Tournement: 1

2020
- SheBelieves Cup: 3

2020, 2021, 2022
- Tournament of Nations: 1

2018

### Individuale
- Big Ten Freshman of the Year: 2013
- All-Big Ten Freshman Team: 2013
- First Team All-Big Ten: 2013, 2014, 2015, 2016
- Big Ten Midfielder of the Year: 2015, 2016
- NSCAA First Team All-American: 2015
- NSCAA Second Team All-American: 2014, 2016
- Pallone d'oro del CONCACAF Women's U-20 Championship: 2014
- Pallone di bronzo del Campionato mondiale femminile di calcio: 2019
- IFFHS Women's World Team: 2019
- National Women's Soccer League Best XI: 2019
- Migliore giocatrice della SheBelieves Cup: 2021

## Sponsorizzazioni
Nel 2020 Rose è stata scelta come brand ambassador per FLIGHT da Yuengling, una birra bionda.